# Англо-буро-зулусская война
Англо-буро-зулусская война — агрессивная война британских колонизаторов и буров против зулусов в 1838—1840 годах.
В середине 30-х годах XIX века на земли зулусских племён, населявших территорию современной провинции Квазулу-Натал, устремились буры из Капской колонии. В апреле 1838 года между бурами и зулусами развернулись военные действия, причём к бурам примкнули британские колонисты. Первоначально зулусы под командованием верховного вождя Дингаана теснили завоевателей. Однако 16 декабря 1838 года бурам удалось нанести поражение зулусам в долине реки Инкоме. Также в декабре в Порт-Натале высадились британские регулярные войска, остававшиеся там до декабря 1839 года. 23 марта 1839 года зулусские представители вынуждены были заключить соглашение с командованием британских войск, по которому земли к югу от реки Тугелы отходили к бурам. На этой территории было создано бурское государство Наталь. В январе 1840 года буры вероломно возобновили военные действия и разгромили войска Дингаана. В феврале 1840 года было объявлено о присоединении к Республике Наталь земель между реками Блэк-Умфолози и Тугела.